# 727 Nipponia
Nipponia (asteroide 727) é um asteroide da cintura principal com um diâmetro de 32,17 quilómetros, a 2,2933075 UA. Possui uma excentricidade de 0,1063769 e um período orbital de 1 501,58 dias (4,11 anos).
Nipponia tem uma velocidade orbital média de 18,59254362 km/s e uma inclinação de 15,05234º.
Este asteroide foi descoberto em 11 de Fevereiro de 1912 por Adam Massinger.